# Kachorra
Kachorra é uma telenovela argentina produzida e exibida pela Telefe entre 20 de maio e 13 de dezembro de 2002.
Foi protagonizada por Natalia Oreiro e Pablo Rago.

## Sinopse
Antonia é uma garota do bairro de origem humilde e com pouca cultura a que todos chamam Kachorra. Ela é o café, os seus estudos originais foram confecções. Kachorra tem um ótimo interior, otimista, cheio de entusiasmo pela vida e uma força de alegria contagiante; engraçado, espirituoso e capaz de extrair recursos modo inesperado sempre superar as dificuldades.
A história começa com um crime, e o acusado é Kachorra. Desde que ele não pode provar sua inocência, ele leva um acidente de escapar. Achával Rosario, uma mulher mais velha do que ela, com outra cultura e outro corpo tem sido a vítima do acidente. Kachorra rouba o saco e currículo, e assume a personalidade desta senhora, que estava prestes a assumir o cargo de governanta na casa da família Moravia. No banheiro de uma estação de muda seu olhar, o cabelo é cortado, e manchados. Kachorra trata de sua nova casa de uma poderosa família de empresários em alimentos, com os documentos roubados e outra pessoa suplantando a necessidade, torná-lo um impostor como a única maneira de escapar da polícia. Bruno Moravia, seu chefe, um cavalheiro estruturado que estava no comando de seus dois irmãos mais novos, depois da morte de seus pais. Kachorra está sempre prestes a ser descoberto e vive uma situação de perigo e vulnerabilidade permanente, entremeada com momentos engraçados comédia quando o inexperiente ignorante e deve tentar a olhar como uma governanta profissional e respeitável que deve cuidar para e educar dois adolescentes muito problemáticos.
Com Bruno, formou uma história de amor cheia de paixão, conflitos e muitas vicissitudes, com curvas surpreendentes de porca, em momentos-chave, eles trazem uma nova força e interesse para a trama. Assim, "Kachorra" deve situações de trânsito de amor e situações de "comédia", engraçado, bem-humorado e apoiada principalmente na comédia e simpatia do protagonista desenvolvimento de um modo particular, em caráter situação sem precedentes, pois é para ser um fugitivo, um impostor e, simultaneamente, uma heroína de amor.

## Elenco
- Natalia Oreiro – Antonia Guerrero “Kachorra” / Rosario Achával.
- Pablo Rago – Bruno Moravia.
- María Leal – Irmã Catalina.
- Osvaldo Santoro – Francisco Guerrero.
- María Rosa Fugazot – Elena Guerrero.
- Pepe Monje – Germán.
- Betina O'Connell – Mercedes "Mecha" Green.
- Jazmin Stuart – Patricia.
- Marisa Mondino - Dolores.
- Valeria Lorca - Ángela.
- Betty Villar – Silvana.
- Javier Lombardo - Reynaldo.
- Peto Menahem - Pablo.
- Mario Alarcón – Rodolfo Carreño.
- Nicolás Mateo – Santiago.
- Gino Renni – Chichilo.
- Verónica Llinás – Bernarda.
- Guido Massri – Sancho.
- Gimena Accardi – Josefina Moravia.
- Federico Baron – Lautaro Moravia.
- Natalia Melcon - Tita.
- Sol Moreno - Paquita.
- Dominique Heslop – Verónica.
- Raúl Rizzo – Carmelo.
- Sol Estevanez - Kathy.
- Patricia Castell - Madre Lucía.
- Silvina Bosco - Karina De Armendaris.
- Alejo García Pintos - Roberto Tripoli.
- María Rosa Gallo – Pierina.